# Burnside (Canterbury)
Burnside est une banlieue de la ville de Christchurch, située dans l’ Île du Sud de la Nouvelle-Zélande.

## Situation
Elle est localisée au sud-est de l’Aéroport international de Christchurch. 
Comme la plupart des banlieues de la cité de Christchurch, elle n’a pas des limites bien précises et constitue plus tôt une zone générale.

## Histoire
Burnside était initialement une partie d’une ferme d’approximativement de 1 700 acres (6,879655914 km2), propriété du premier colon nommé : William Boag (1828-1904), qui arriva en 1851, venant du comté de Perthshire dans le centre de l’Écosse. 
Le secteur a été dénommé pour une petite crique formée par la source du cours d’eau : le «Waimairi Stream»  , . 

## Toponymie
Le nom de « Burnside » fut officiellement donné par le « Waimairi County Council» en 1959 , bien que la route de ‘Burnside Road’ ai été renommée ‘Memorial Avenue’ en 1950 .
Pendant les premiers100 ans de la colonisation européenne, le secteur autour de Burnside était constitué de fermes avec des moutons, du bétail et des vergers occupant l’ensemble des terres.

## Démographie
Burnside, comprenant  les zones statistiques de « Burnside », « Burnside Park » et  « Russley », couvre une surface de  4,57 km2 .
Elle a une population estimée de 8 020 habitants enjuin 2022  avec  une densité de population de 1 755 personnes par km2 .
Burnside avait une population de 7 713 habitants lors du recensement de 2018 en Nouvelle-Zélande, en augmentation de 378 résidents (soit 5,2 %) depuis le recensement de 2013, et une augmentation de 522 personnes ( soit 7,3 %) depuis le recensement de 2006.
Il y avait  2 712 logements. 
On comptait 3 810 hommes et 3 903 femmes donnant ainsi un sexe-ratio de 0,98 homme pour une femme, avec 1 458 personnes (soit 18,9 %) âgées de moins de 15 ans , 1 683 personnes (soit 21,8 %) âgées de 15 à 29 ans, 3 372 personnes (43,7 %) âgées de 30 à 64 ans, et 1 200 personnes (15,6 %) âgées de65 ans ou plus.
L’ethnicités était pour 70,2 % européens/Pākehā, 7,2 % Māori, 2,9 % personnes du Pacifique, 24,6 % Asiatiques, et 3,1 % d’une autre ethnicité (le total  peut faire plus de 100 % dans la  mesure où une personne peut s’identifier de multiples ethnicités).
La proportion de personnes nées outre-mer était de 32,6 %, comparée avec les 27,1 % au niveau national.
Bien que certaines personnes objectent à donner leur religion, 47,9 % n’avaient aucune religion, 39,1 % étaient chrétiens, 1,4 % étaient Hindouistes, 1,6 % étaient musulmans, 2,0 % étaient bouddhistes et 2,3 % avaient une autre religion.
Parmi ceux d’au moins 15 ans d’âge, 1 788 personnes (28,6 %) avaient un niveau de bacheliers ou un degré supérieur et 780 personnes (12,5 %) n’avaient aucune qualification formelle.  
Le statut d’emploi de ceux d’au moins 15 ans d’âge était pour 3 024 personnes (48,3 %) un emploi à plein temps , pour 1 023 personnes (16,4 %) employées à temps partiel et 219 personnes (3,5 %) n’avaient pas d’emploi
| Nom           | Population | logements | âge médian | revenus médians |
| ------------- | ---------- | --------- | ---------- | --------------- |
| Burnside      | 3489       | 1209      | 36,1 ans   | $32,400         |
| Burnside Park | 3243       | 1104      | 37,2 ans   | $33,400         |
| Russley       | 981        | 399       | 49,7 ans   | $37,400         |
| New Zealand   |            |           | 37,4 ans   | $31,800         |

## Éducation

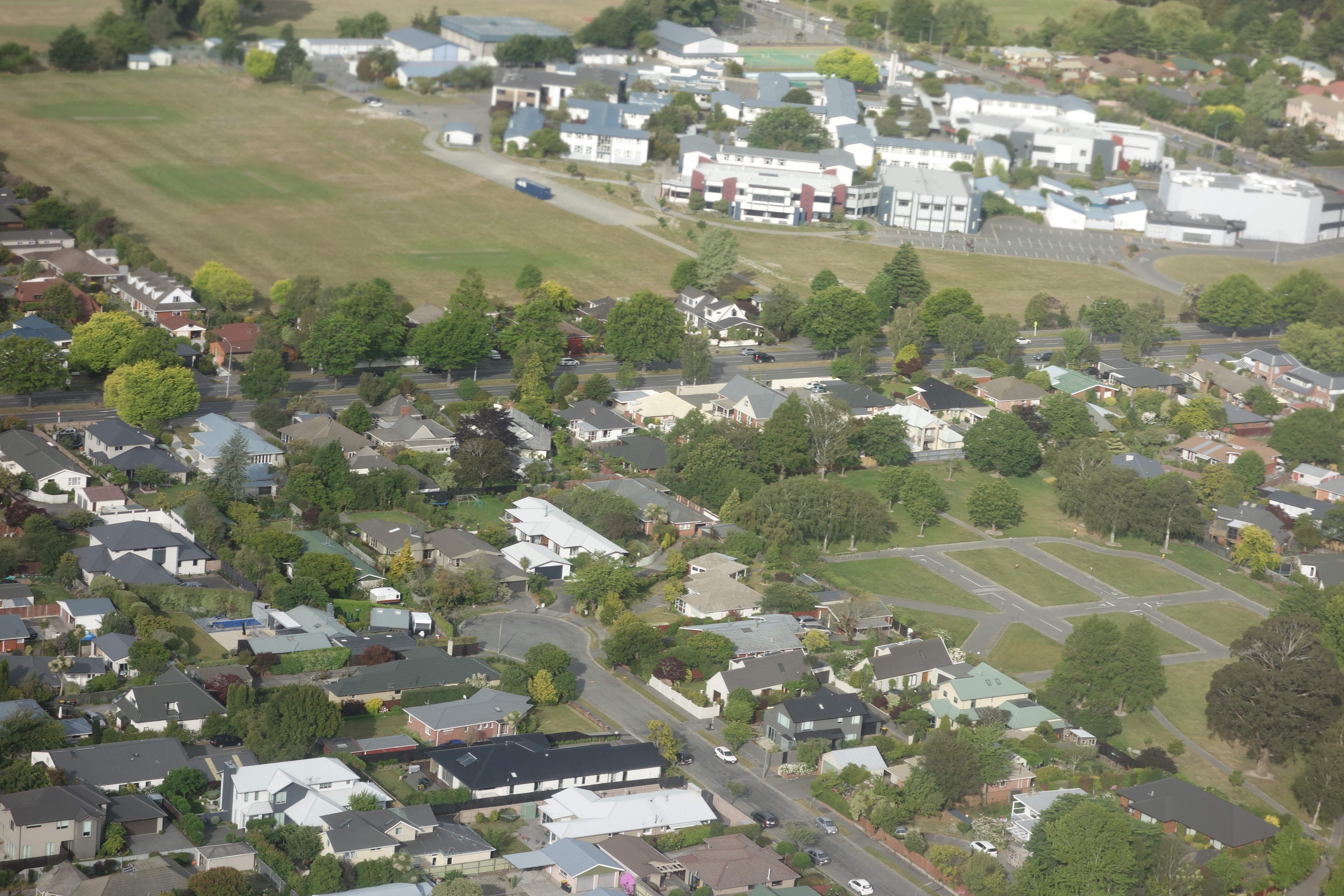
Ecole secondaire de Burnside

- L’école de école secondaire de Burnside (en) :  est une école secondaire accueillant les élèves de l’année 9 à 13 [10]. Elle a un effectif de 2 440 élèves. Elle fut ouverte en février 1960 [11].
- L’école école intermédiaire Cobham (en), , ouvrit en 1963, accueillant des élèves de l’année 7 à 8[12]. Elle a un effectif de 617 élèves. L’école fut dénommée initialement « Fendalton Intermediate » [13].
- L’école de « Burnside Primary School » fut ouverte en 1956.
- L’école de « Kendal School » fut ouverte en 1961[1] et ferma en 2014[14].
- L’école « Roydvale School » fut ouverte en 1967.

« Burnside Primary School » et « Roydvale School » sont des écoles contribuant au primaire, accueillant les enfants de l’année 1 à 6,. Elles ont des effectifs de respectivement 332 élèves et 298 élèves
- L’école « Christ the King School » est une école primaire catholique, intégrée au public, allant de l’année 1 à  8[17]. Elle a un effectif de 312 élèves .

Toutes ces écoles sont mixtes et publiques à l’exception de « Christ the King ».
Les effectifs sont ceux de novembre 2021

## Installations
La localité de Burnside contient un parc central nommé  (Burnside Park (en)), et ses deux rues centrales sont ‘Mémorial Avenue’ et ‘Greers Road’. 
Il contient aussi un parc plus petit nommé « Jellie Park » à l’opposé de l'école secondaire de Burnside (en) sur ‘Greers Road’.